# 巴尔沃亚 (西班牙)
巴尔沃亚，是西班牙卡斯蒂利亚-莱昂莱昂省的一个市镇。 总面积51平方公里，总人口439人（001年），人口密度9人/平方公里。